# Thale Rushfeldt Deila
Thale Rushfeldt Deila (født 15. januar 2000 i Stavanger) er en kvindelig norsk håndboldspiller, som spiller for Odense Håndbold i  Damehåndboldligaen og for Norges kvindehåndboldlandshold.
Hun fik officiel debut på det norske A-landshold den 21. april 2022 mod Nordmakedonien ved EHF Euro Cup 2022 og blev senere på året også udtaget til EM i håndbold 2022 i Slovenien. Derudover har hun også repræsenteret de norske ungdomslandshold ved flere slutrunder, heriblandt U/17-EM i 2017 i Slovakiet hvor det norske hold vandt sølv.
Hun er tvillingesøster til medlandsholdsspilleren Live Deila. Hendes far er den tidligere fodboldspiller og nuværende træner Ronny Deila.

## Meritter
- NM Cup
  - Finalist: 2021